# پلیکارپو ریبیرو دا آلیویرا
پلیکارپو ریبیرو دا آلیویرا (انگلیسی: Policarpo Ribeiro de Oliveira؛ ۲۱ دسامبر ۱۹۰۷ – ۱ مه ۱۹۸۶) یک بازیکن فوتبال اهل برزیل بود.
وی همچنین در تیم ملی فوتبال برزیل بازی کرده‌است.